# Papers de Panamà
Els Papers de Panamà són un conjunt de documents legals interns d'un despatx d'advocats panameny anomenat Mossack Fonseca que arriben a la quantitat d'onze milions i mig entre correus, fotografies i altres formats, que cobreixen des de 1970 al 2016 que demostren com membres de l'elit mundial evadeixen impostos, blanquegen diners i esquiven sancions.
Entre altres negocis inclou negocis considerats criminals.

## La investigació
L'1 d'abril de 2016 el despatx d'advocats panameny Mossack Fonseca, especialitzat en la creació d'empreses pantalla en diversos paradisos fiscals va denunciar infiltracions en la seva base de dades de clients.
La investigació sobre aquesta informació, feta pública el 3 d'abril de 2016, va resultar ser el cas més gran de la història de filtració d'informació sobre empreses als paradisos fiscals. La investigació per l'equip global de periodistes investigadors International Consortium of Investigative Journalists, format per 376 periodistes que provenien de 109 mitjans de comunicació de 76 països d'origen, són sobre dades que van de l'any 1977 fins a finals de 2015.
En una entrevista a una cadena de televisió panamenya recent al dia de la revelació, el cofundador del despatx d'advocats, Ramón Fonseca, va afirmar no tenir responsabilitat respecte a allò que facen els clients amb les empreses extraterritorials, assegurant que els seus clients són intermediaris que revenen els productes als seus clients finals, que serien els involucrats en els delictes revelats per la filtració.

## Conseqüències
El mateix dia de la publicació, els líders de l'oposició dels aleshores governants d'Islàndia van considerar portar endavant una moció per a celebrar unes eleccions generals al país. Una entrevista feta eixe mateix dia el deixà en evidència i causà que milers d'islandesos es manifestaren demanant la seua dimissió.
Pel que fa a la FIFA, va suposar per al comitè d'ètica una falta de credibilitat per la revelació d'un aparent conflicte d'interessos.
La fiscalia panamenya Procuraduría General de la Nación va començar a investigar el 4 d'abril de 2016 els presumptes delictes que s'assenyalaven al document.
La família de Messi afirmà el 4 d'abril de 2016 que la companyia no havia estat utilitzada i que els seus advocats estan mirant si poden denunciar els mitjans de comunicació que deien que Leo Messi havia muntat una xarxa d'evasió fiscal.
El 5 d'abril el primer ministre islandés, Sigmundur Davíð Gunnlaugsson, dimití del seu càrrec després d'intentar negociar amb el, aleshores, president d'Islàndia Olafur Ragnar Grimsson per convocar eleccions generals allargant el temps ocupant el càrrec.
El 7 d'abril el Ministre d'Indústria, Energia i Turisme José Manuel Soria declarà que qui fos anomenat als Papers de Panamà deuria donar explicacions immediatament i que si no les donava era perquè no hi havia explicació (o justificació) possible. El dia 11 d'abril es revelà que apareix a uns dels documents del conjunt de Papers de Panamà com a apoderat d'una empresa junt al seu germà. Després d'afirmar que els documents són falsos va dimitir al matí del dia 15 d'abril de 2016.
El novembre de 2017 l'exalcalde de Barcelona Xavier Trias va admetre davant l'evidència que un trust familiar administrat pel banc privat suís RBS Coutts. Aquest trust fou creat per son pare i a la mort d'aquest fou administrat per sa mare.
Segons les informà el Ministeri d'Hisenda d'Espanya, es recuperaren 100 milions d'euros a conseqüència de la filtració.

## Llista d'implicats en els documents legals revelats
- Pilar de Borbó i Borbó[7]
- Miguel Blesa de la Parra[23]
- Jackie Chan[11]
- Coutts & Co.[24]
- Credit Suisse[24]
- Sigmundur Davíð Gunnlaugsson[12]
- HSBC[24]
- Gianni Infantino[25]
- Mauricio Macri[3]
- Lionel Andrés Messi[8]
- Mohammed VI[11]
- Mariam Nawaz Sharif[26]
- Anna Sigurlaug Pálsdóttir[12]
- Bertín Osborne[27]
- Petrò Poroixenko[11]
- José Manuel Soria[19]
- Xavier Trias i Vidal de Llobatera[28][21]
- Nicolás Leoz Almirón[29]
- Eduardo Deluca[29]
- Michel Platini[29]
- Pedro Damiani[29]
- Jerôme Valcke[29]
- Eugenio Figueredo Aguerre[29]
- Demetrio Carceller Coll[30]
- Demetrio Carceller Arce[30]